# Janet et Allan Ahlberg
Pour les articles homonymes, voir Ahlberg.
Janet et Allan Ahlberg sont des auteurs et illustrateurs britanniques de littérature d'enfance et de jeunesse, actifs entre 1978 et 2008.

## Biographie
Enseignant pendant dix ans, Allan Ahlberg est poussé par sa femme Janet, graphiste, à écrire un livre pour enfants afin qu’elle puisse en faire les illustrations. Influencés par les bandes dessinées et les dessins animés, les textes et les illustrations fonctionnant ensemble, se complétant.
Allan Ahlberg collabore avec d’autres illustrateurs créant ainsi la série à succès « Happy families ».
Depuis la disparition de Janet Ahlberg en 1994, Allan Ahlberg continué à créer des livres pour les enfants de tous âges.
En 2023, il est sélectionné pour la cinquième année d'affilée (depuis 2019) pour le prestigieux prix suédois, le Prix commémoratif Astrid-Lindgren.
Allan Ahlberg meurt à l'âge de 87 ans, le 29 juillet 2025.

## Publications

### Traduits en français
- Prune, pêche, poire, prune illustré par Janet Ahlberg, Gallimard, 1978;
- Qui a volé les tartes? (Enfantimages) illustré par Janet Ahlberg et Marie-Raymond farré Gallimard, 1979;
- Bill le cambrioleur illustré par Janet Ahlberg, Centurion jeunesse, 1980;
- Gendarmes et voleur' illustré par Janet Ahlberg, Gallimard, 1980;
- Le ver, cet inconnu coauteurs Janet Ahlberg et Patrick Jusserand, Gallimard jeunesse, 1980;
- Les Bizardos illustré par Janet Ahlberg, Gallimard, 1980;
- La famille Abracadabra illustré par Joe Wright, Éditions Buissonnières, 1981;
- La famille Avoine, Éditions Buissonnières, 1981;
- La famille Bavilien illustré par Colin McNaughton, Éditions Buissonnières, 1981;
- La famille Butinet illustré par Faith Jaques, Éditions Buissonnières, 1981;
- La famille Deaudouce illustré par André Amstutz, Éditions Buissonnières, 1981;
- La famille Enselle illustré par André Amstutz, Éditions Buissonnières, 1981;
- La famille Lessive illustré par André Amstutz, Éditions Buissonnières, 1981;
- La famille Petitplats, Éditions Buissonnières, 1981;
- La famille Pleindor illustré par André Amstutz, Éditions Buissonnières, 1981;
- La famille Robinet illustré par Joe Wright, Gallimard, 1981;
- La famille Speakenglish illustré par Faith Jaques, Éditions Buissonnières, 1981;
- La famille Tapedur illustré par Janet Ahlberg, Éditions Buissonnières, 1981;
- Elastique le lapin illustré par Eric Hill, Nathan, 1982;
- Patapon le petit mouton illustré par Eric Hill, Nathan, 1982;
- Pattemouille la grenouille illustré par Eric Hill, Nathan, 1982;
- Pauvre cochonnet! illustré par Eric Hill, Nathan, 1982;
- Polissonne, la vilaine oursonne illustré par Eric Hill, Nathan, 1982;
- Les canards Coin-Coin illustré par Eric Hill, Nathan, 1982;
- Cache-cache et saute-mouton illustré par Janet Ahlberg, Gallimard, 1984;
- Familles (tu tires et tu ris) illustré par Colin McNaughton, Gautier-Languereau, 1984;
- Au secours! 1 auto plus 1 auto, cela fait un château (histoires courtes) illustré par Colin McNaughton, Hachette, 1985;
- Et vous trouvez ça drôle?(histoires courtes) illustré par Colin McNaughton, Gautier-Languereau, 1986;
- Le cirque (tu tires et tu ris) illustré par Colin McNaughton, Gautier-Languereau, 1984;
- La disparition de Thomas illustré par Janet Ahlberg, Gallimard Jeunesse, 1986;
- Monstres'', Gautier-Languereau, 1986;
- Le gentil facteur ou lettres à des gens célèbres coauteurs Claude Lauriot-Prévost et Janet Ahlberg, Albin Michel Jeunesse, 1987;
- Le livre de tous les écoliers, Gallimard Jeunesse, 1988;
- Le cheval en pantalon et autres nouvelles illustré par Janet Ahlberg et Dominique Boutel, Gallimard, 1989;
- Bizardos 6 aventures sombres et drôles, Gallimard Jeunesse, 1992;
- Je vais vous raconter une histoire de brigands, Gallimard Jeunesse, 1993;
- Je veux une maman illustré par Janet Ahlberg, Gallimard Jeunesse;
- Madame Campagnol la vétérinaire illustré par Janet Ahlberg, Gallimard Jeunesse;
- Le zoo, Gallimard Jeunesse;
- Les Bizardos rêvent de dinosaure illustré par André Amstutz, Gallimard, 1994;
- Quel vacarme chez les Bizardos! illustré par André Amstutz, Gallimard, 1994;
- Les Bizardos et le chat noir, Gallimard, 1994;
- Les Bizardos et le train fantôme illustré par André Amstutz, Gallimard Jeunesse, 1995;
- Les Bizardos et les mystères de la nuit illustré par André Amstutz et Pascale Jusforgues, Gallimard Jeunesse, 1995;
- Le livre de tous les bébés, Gallimard Jeunesse, 1995;
- Les Bizardos, un os pour le chien, Gallimard Jeunesse, 1998;
- Les Bizardos, Carambolages dans la nuit illustré par André Amstutz, Gallimard, 1998;
- La journée de bébé, Flammarion, 1998;
- Les Bizardos et les pirates illustré par André Amstutz, Gallimard Jeunesse, 1999;
- Le plus brave de tous les ours coauteur Paul Howard, Milan, 2000;
- Ben a un chien! coauteur Raymond Briggs, Gallimard Jeunesse, 2001;
- La saucisse partie coauteurs Bruce Ingman et Catherine Gibert, Gallimard Jeunesse, 2007;
- Drôle de crayon illustré par Bruce Ingman, Gallimard Jeunesse, 2008;

### En langue anglaise
- Funnybones, Greenwillow Books, 1980 ;
- Master Salt the Sailor's Son, Golden Books, 1982 ;
- Happy Worm, American Ed, 1985 ;
- Fee Fi Fo Fum, American Ed, 1985 ;
- Big Bad Pig, American Ed, 1987 ;
- Make a Face, Random House Books for Young Readers, 1987 ;
- Miss Brick the builder's baby, Puffin ;
- Mr and Mrs Hay the horse, Puffin ;
- Doll and Teddy, Viking Children's books ;
- Jeremiah in the Dark Woods, Penguin ;
- My brother's ghost ;
- The black cat, Greenwillow, 1990 ;
- The adventures of Bert Character Cut Out, Penguin, 2001 ;
- Happy families Bind-up, Children Pbs, 2009.

## Prix et distinctions
- Janet Ahlberg :
  - 1980 : (international) « Honour List »[3] de l'IBBY, catégorie Illustration pour Prune, pêche, poire, prune, sur un texte d'Allan Ahlberg
- Allan et Janet Ahlberg : 
  - 1988 :  (international) « Honour List »[3] de l'IBBY, catégorie Illustration, pour Le gentil facteur ou lettres à des gens célèbres, qu'ils ont également écrit.
- Allan Ahlberg : 
  - 1988 :  (international) « Honour List »[3] de l'IBBY, catégorie Auteur, pour Woof !, sur des illustrations de Fritz Wegner
  - 2019 à 2023 :  Sélection pour le Prix commémoratif Astrid-Lindgren durant cinq années d'affilée[1]